# Sidewinder (Automarke)

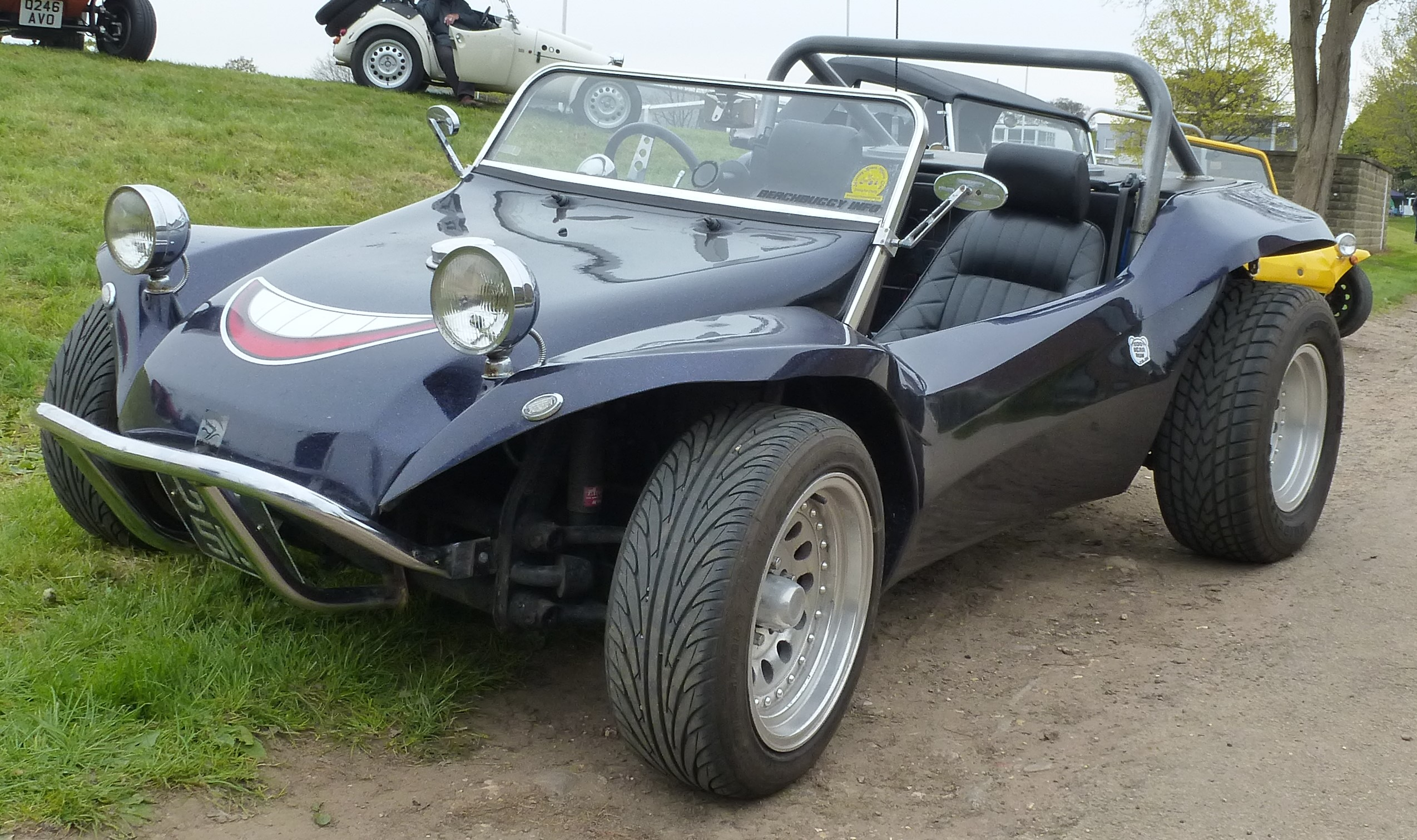
Sidewinder Buggy

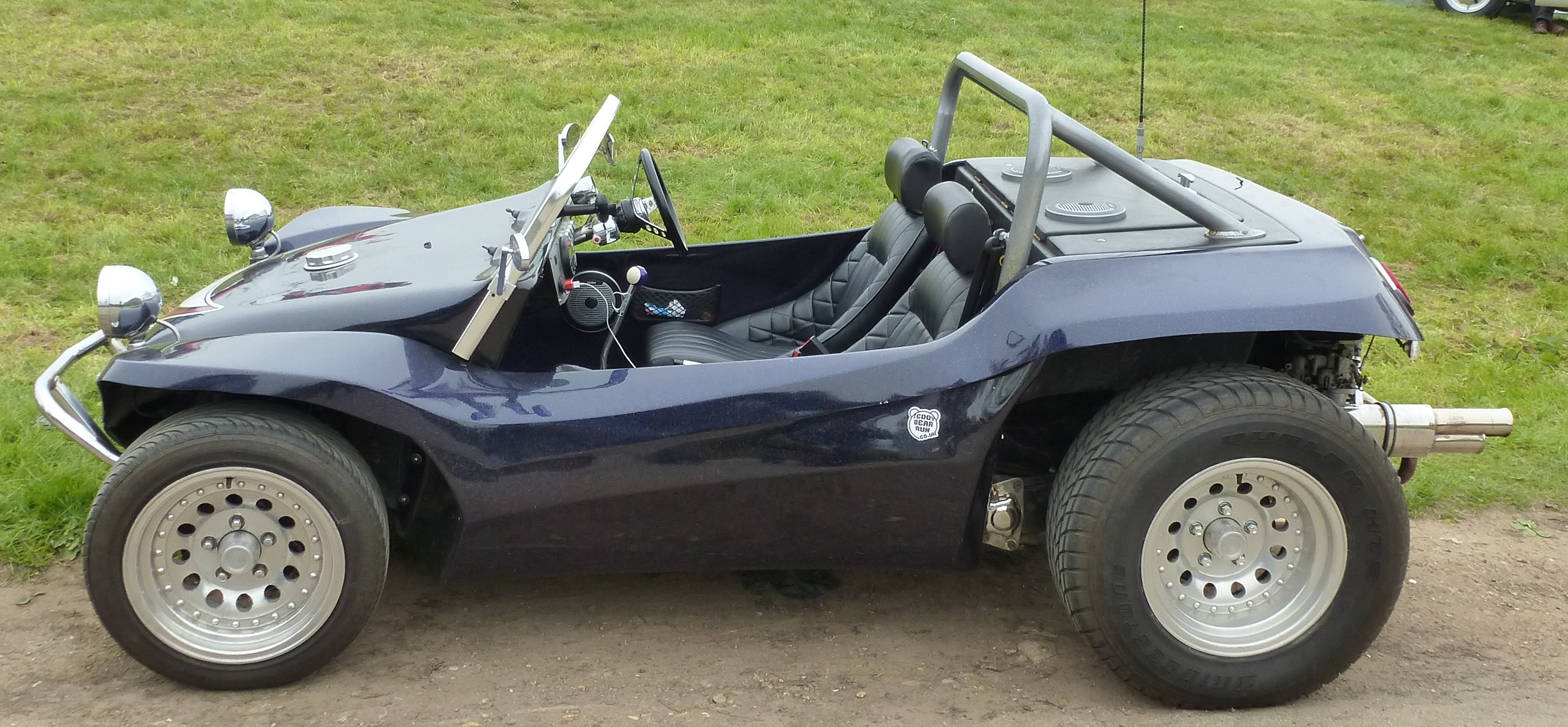
Seitenansicht

Sidewinder ist eine britische Automarke.

## Markengeschichte
Mel Hubbard gründete 1999 das Unternehmen Manxbuggies in Dartford in der Grafschaft Kent. Er begann mit der Produktion von Automobilen und Kits. Die Markennamen lauteten u. a. Bounty, Manx, Predator und Prowler. Später zog er nach Wisbech in Cambridgeshire. 2004 entwarf er ein Modell, das er unter dem Markennamen Sidewinder anbot. 2009 übernahm Ben Lythgoe das Unternehmen, verlegte den Sitz nach Cambridge in Cambridgeshire und setzte die Produktion fort. Seit 2011 fertigt East Coast Manx aus Uppingham in Rutland unter Leitung von Rob Kilham Fahrzeuge dieser Marke.
Für die Zeit von 2004 bis 2006 sind etwa zehn Fahrzeuge überliefert. Eine andere Quelle nennt etwa 150 Fahrzeuge unter Leitung von Mel Hubbard, also für die Zeit von 2004 bis 2009, eine Handvoll Exemplare von Ben Lythgoe und keine Zahlen ab 2011.

## Fahrzeuge
Im Angebot steht nur ein Modell. Dies ist ein VW-Buggy. Die Basis bildet das Fahrgestell vom VW Käfer, das um 40 cm gekürzt wird. Darauf wird eine offene Karosserie in Fiberglas montiert.
Ein Fahrzeug auf dem ungekürzten Fahrgestell war ab 2009 geplant.